# Keystone B-5
El Keystone B-5 fue un bombardero ligero realizado para el Cuerpo Aéreo del Ejército de los Estados Unidos a principios de los años 30 del siglo XX. El B-5A era un Keystone B-3A con motores Wright Cyclone, en vez de los Pratt & Whitney.

## Diseño y desarrollo
Tres B-3A (LB-10A) fueron remotorizados con motores radiales Wright R-1750-3 y fueron redesignados Y1B-5. El Cuerpo Aéreo del Ejército cambió el diseño de los últimos 27 LB-10A de la orden de producción, reemplazando los motores radiales Pratt & Whitney R-1690 por los Wright R-1750-3. Los aviones con motores Pratt & Whitney fueron designados B-3A, y los de motores Wright se convirtieron en B-5A. Se convirtieron en la espina dorsal de la fuerza de bombarderos de los Estados Unidos desde entonces hasta 1934.

## Historia operacional
Los B-5A fueron bombarderos de primera línea de los Estados Unidos en el periodo de 1930-1934. Más tarde permanecieron en servicio, ante todo como aviones de observación, hasta principios de los años 40.

## Variantes
LB-14
Diseñado como LB-10 con motores Pratt & Whitney GR-1860 de 429 kW (575 hp); tres ordenados, pero rediseñados con motores Wright R-1750-3 de 392 kW (525 hp) y entregados como Y1B-5.
Y1B-5
Tres aviones de preproducción redesignados desde el LB-14 antes de su entrega.
B-5A
Versión con Wright R-1750-3, originalmente ordenada como B-3A, 27 construidos.

## Operadores
Estados Unidos
- Cuerpo Aéreo del Ejército de los Estados Unidos

## Especificaciones (B-5A)

### Características generales
- Tripulación: Cinco
- Longitud: 14,9 m (48,9 ft)
- Envergadura: 22,8 m (74,8 ft)
- Altura: 4,8 m (15,7 ft)
- Superficie alar: 106,4 m² (1145,3 ft²)
- Peso vacío: 3945 kg (8694,8 lb)
- Peso cargado: 5875 kg (12 948,5 lb)
- Planta motriz: 2× motor radial de 9 cilindros refrigerado por aire Wright R-1750-3.
  - Potencia: 392 kW (540 HP; 533 CV) cada uno.

### Rendimiento
- Velocidad máxima operativa (Vno): 179 km/h (111 MPH; 97 kt)
- Velocidad crucero (Vc): 160 km/h (99 MPH; 86 kt)
- Alcance: 1310 km (707 nmi; 814 mi)
- Techo de vuelo: 4270 m (14 009 ft)
- Régimen de ascenso: 3 m/s (591 ft/min)
- Carga alar: 52,2 kg/m² (10,7 lb/ft²)
- Potencia/peso: 0,0810 hp/lb (133 W/kg)

### Armamento
- Ametralladoras: 

  - 3 Browning de 7,62 mm
- Bombas: 

  - 1100 kg (1800 kg en trayectos cortos)

## Aeronaves relacionadas

### Desarrollos relacionados
- Keystone B-3
- Keystone B-4
- Keystone B-6

### Secuencias de designación
- Secuencia LB-_ (Bombarderos Ligeros del USAAS/USAAC, 1924-1926): ← LB-11 - LB-12 - LB-13 - LB-14
- Secuencia B-_ (Bombarderos del USAAC/USAAF/USAF, 1926-1962): ← B-2 - B-3 - B-4 - B-5 - B-6 - B-7 - B-8 →